# EPOXI
EPOXI è stata una missione spaziale senza equipaggio del Programma Discovery della NASA diretta dall'Università del Maryland. Nella missione è stata reimpiegata la sonda Deep Impact (che aveva già completato la propria missione primaria verso la Cometa Tempel 1) allo scopo di osservare pianeti extrasolari e studiare un secondo corpo cometario, la Cometa Hartley 2, raggiunta nel novembre del 2010 (il massimo avvicinamento è avvenuto il 4 novembre).
L'acronimo EPOXI (Extrasolar Planet Observation / eXtended Investigation of comets) richiama i due obiettivi della missione. La missione è suddivisa in due fasi: Extrasolar Planet Observation and Characterization (EPOCh), (Osservazione e caratterizzazione dei pianeti extrasolari), e Deep Impact Extended Investigation (DIXI), (Estensione delle indagini della sonda Deep Impact).
Dopo il sorvolo della cometa Hartley 2, il veicolo spaziale avrebbe dovuto effettuare un sorvolo ravvicinato dell'asteroide Apollo (163249) 2002 GT nel 2020. La missione fu però sospesa già nell'agosto 2013 quando venne perso il contatto con il veicolo spaziale; i successivi tentativi di ristabilire il contatto con la sonda si rivelarono infruttuosi.

## La missione
Ufficialmente la missione ha avuto inizio con il comunicato stampa della NASA 07-147 del 3 luglio 2007, con il quale l'ente spaziale statunitense ha comunicato lo stanziamento dei fondi necessari per il controllo e l'utilizzo della sonda Deep Impact.

### Lo studio dei corpi cometari

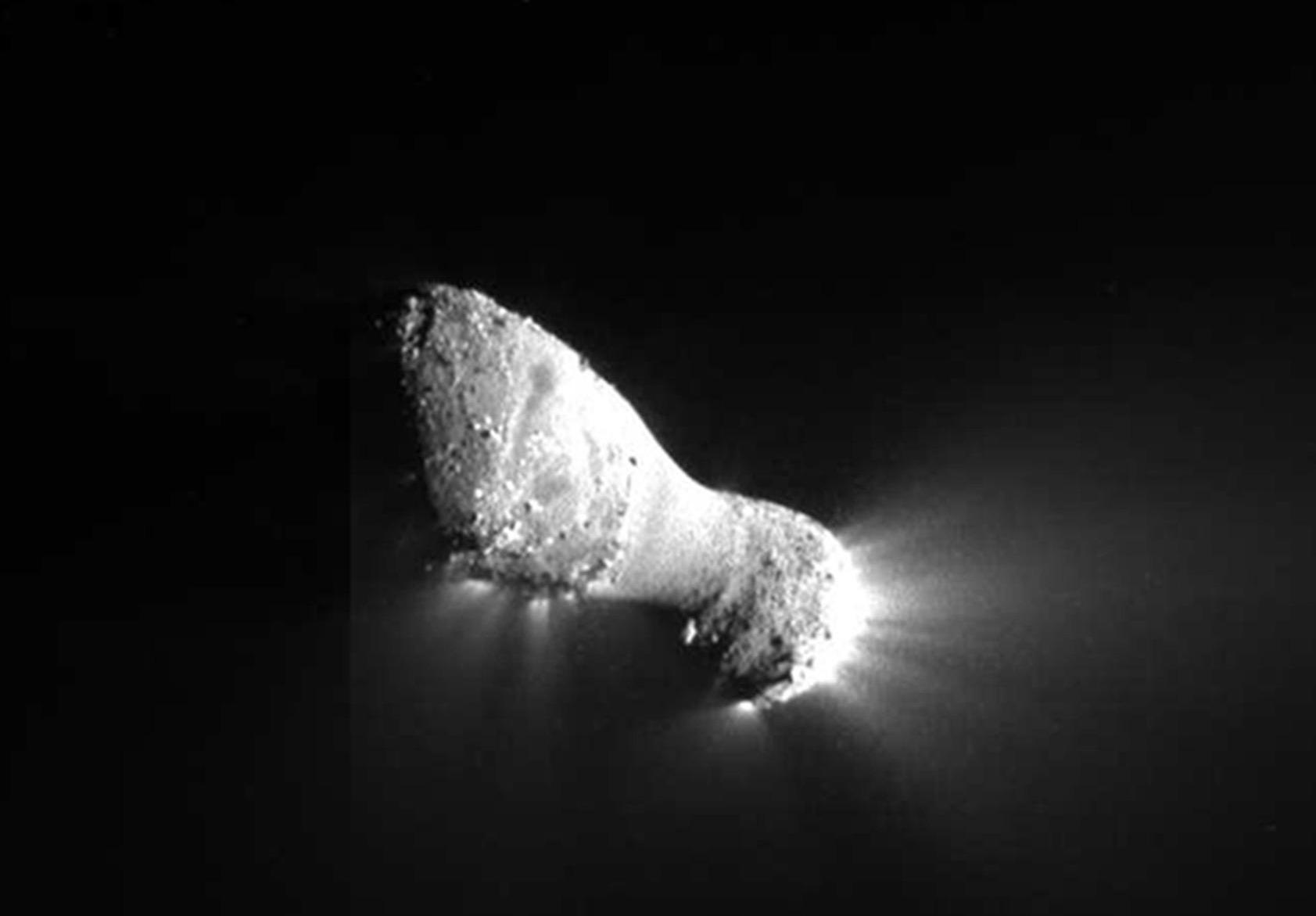
Il nucleo della Cometa Hartley 2.

Il 21 luglio 2005, diciassette giorni dopo l'incontro con la Cometa Tempel 1, la sonda Deep Impact ha eseguito una manovra di correzione di traiettoria che l'ha diretta verso il nostro pianeta. Il passaggio ravvicinato (fly-by) è avvenuto il 31 dicembre 2007 ed ha posto la sonda sulla nuova traiettoria che, dopo altri due fly-by della Terra, la condurrà verso il suo nuovo obiettivo, la Cometa Hartley 2. Il secondo fly-by della Terra è avvenuto il 29 dicembre 2008.
Il progetto iniziale prevedeva il fly-by della Cometa Boethin il 5 dicembre 2008, con un passaggio entro i 700 km dalla cometa. La sonda non avrebbe potuto ripetere la missione Deep Impact, non essendo dotata di impattatori di riserva, ma avrebbe eseguito delle osservazioni del nucleo cometario che avrebbero permesso dei confronti con i risultati ottenuti dallo studio della cometa Tempel 1. A'Hearn, direttore della missione Deep Impact, riflettendo sulla estensione della missione allora in programmazione, diceva: "Proponiamo di dirigere la sonda verso la Cometa Boethin per verificare se i risultati trovati per la Cometa Tempel 1 sono unici o sono comuni ad altre comete". L'estensione della missione, inoltre, avrebbe fornito circa la metà delle informazioni raccolte durante la collisione con la cometa Tempel 1, ma ad una frazione notevolmente inferiore del costo. Lo spettrometro ed i telescopi a bordo della sonda permetterebbero rispettivamente di determinare la composizione superficiale del nucleo cometario e di osservarne le caratteristiche.
Tuttavia, mentre la data del passaggio ravvicinato alla Terra si avvicinava, gli astronomi non sono stati in grado di localizzare la Cometa Boethin. Di conseguenza, non ne è stato possibile calcolare l'orbita con la precisione necessaria a programmare il fly-by. La squadra di ricerca ha quindi proposto un obiettivo alternativo, individuato nella Cometa Hartley 2. Le due comete sono ritenute interessanti oggetti di studio perché entrambe presentano un nucleo relativamente piccolo ed attivo. L'orbita della Cometa Hartley 2 è nota con la precisione richiesta per la progettazione dell'incontro, che però è previsto per il 2010. Il ritardo di due anni nel fly-by cometario ha comportato un incremento nella previsione di spesa per il segmento di terra della missione. Nel dicembre del 2007 la NASA e l'Università del Maryland hanno confermato il finanziamento della missione fino all'incontro con la Cometa Hartley 2.
L'incontro con la Cometa Hartley 2, inizialmente previsto per l'11 ottobre 2010 ad una distanza minima di 620 km, è stato riprogrammato al 4 novembre dello stesso anno.

### L'osservazione dei pianeti extrasolari

Sequenza di immagini del transito della Luna sul disco della Terra, ripresa da EPOXI il 28 e 29 maggio 2008.

La fase di osservazione dei sistemi planetari extrasolari è iniziata il 26 gennaio 2008 e si è conclusa il 31 agosto dello stesso anno. L'obiettivo principale di EPOCh è stato quello di osservare e caratterizzare sette pianeti extrasolari noti, che orbitano intorno ad altrettante stelle distanti: XO-2 ([[XO-2>N b|b]]), Gliese 436 (b), BD+36°2593 (b), GSC 03089-00929 (TrES-3), WASP-3 (b), GSC 03549-02811 (TrES-2) e HAT-P-7 (b). Si è cercato di determinarne l'albedo e di scoprire se posseggono anelli o lune, più che ottenere immagini della superficie. Utilizzando il telescopio più potente dei due a bordo della sonda, si è cercato inoltre di individuare pianeti extrasolari che finora non sono stati scoperti, utilizzando sia il metodo astrometrico, sia quello dei transiti planetari. La sensibilità dello strumento permetterà di rilevare pianeti aventi un diametro pari a 3 volte quello della Terra.
EPOXI inoltre ha raccolto alcune immagini del disco della Terra nella luce visibile e nell'infrarosso, per sviluppare modelli al calcolatore di come apparirebbe un pianeta terrestre che orbitasse attorno ad una stella lontana. Di particolare interesse sono i lampi luminosi che testimoniano la presenza di acqua liquida sulla superficie e le variazioni nell'emissione infrarossa che rivelano l'alternanza di oceani e continenti. Inoltre, il 28 ed il 29 maggio 2008, ha ripreso una sequenza di immagini del transito della Luna davanti al disco della Terra, visibile nell'immagine a lato.